# Ufeus satyricus
Ufeus satyricus là một loài bướm đêm trong họ Noctuidae.

## Hình ảnh

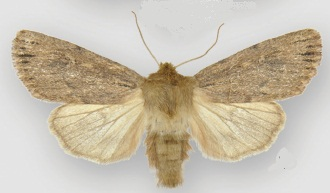
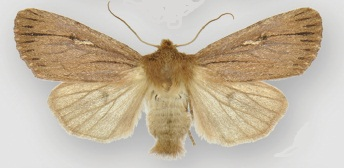
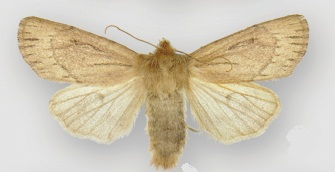
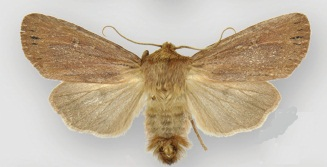